# سوفی بارکر
سوفی بارکر (انگلیسی: Sophie Barker؛ زادهٔ ۲۵ دسامبر ۱۹۹۰) بازیکن فوتبال اهل بریتانیا است.